# Wartenberg (Wüstung)
Der heute als Wüstung Wartenberg (auch Wartenburg) bekannte Weiler im Stadtwald von Weida, Landkreis Greiz in Thüringen war eine im 16. Jahrhundert aufgelassene Rodungssiedlung zwischen Crimla und Nonnendorf.

## Lage
Auf der höchsten Stelle des Waldweges zwischen Crimla und Nonnendorf, von Crimla kommend auf der rechten Seite gelegen, waren in den 1980er Jahren noch behauene Sandsteine im Wald zu finden. Aufgrund der intensiven maschinellen Waldnutzung nach der Wende sind dort heute keinerlei sichtbaren Hinweise auf eine ehemalige Bebauung vorhanden. Der zugehörige Wartenberg hat eine Gipfelhöhe von 328,4 m ü. NHN und gehört mit seinem südlichen Teil „Kalte Lehden“ zur Gemeinde Harth-Pöllnitz, der als „Taubenholz“ bekannte Wald im östlichen Teil reicht bis dicht an den Ort Crimla.

## Geschichte
Der Wartenberg wurde 1209 erstmals urkundlich erwähnt. Der Wald auf dem Berg Wartenberg hatte einer gleichnamigen Familie gehört, diese wurde 1336 noch mit einem Gocze von Wartenberg in Zusammenhang gebracht.
Die Weidaer Vögte belehnten das von ihnen im späten 13. Jahrhundert gestiftete und dem Orden der Dominikaner angehörende Nonnenkloster Maria Magdalena zu Weida mit der Gemarkung Wartenberg.
Man erbaute am Berg ein später als Vorwerk bezeichnetes Gehöft, bei dem sich weitere Siedler einfanden. Auch eine kleine Kapelle wurde erbaut und den Mildenfurther Chorherren zur Betreuung übergeben. 1363 ließ der Weidaer Vogt als Strafe für die Übergriffe des Hans von Wartenberg gegen das Nonnenkloster Cronschwitz die Burg Wartenberg stürmen und das umliegende Dorf in einen Schutt- und Aschehaufen verwandeln. In der Ortschronik von Crimla wird berichtet, das bereits vor der Reformation die Wüstung Wartenberg als Vorwerk zum Rittergut Crimla gehörte und hierfür jährlich an das Amt Weida 4 Scheffel Hafer und an das Kloster Mildenfurth für die Betreuung der Kapelle 3 Scheffel Korn als Zins geleistet werden mussten.
Bereits 1506 galt der Ort Wartenberg als verlassen. Nach der Rodung des Waldes war der Boden zu trocken und verhinderte so Ackerbau und Viehzucht wie auch die weitere Besiedlung. Auch das Weidaer Nonnenkloster wurde als Folge der Reformation Mitte des 16. Jahrhunderts aufgegeben, der Besitz wurde veräußert. Der Wartenberg wurde 1542 von der Stadt Weida erworben. Am 23. Mai 1623 wurden die jährlich fälligen Zinszahlungen an das Amt Weida und das Kloster Mildenfurth dem Besitzer des Rittergutes in Crimla, Ulrich von Dienstedt und seinen Nachfahren erlassen.
Das heute noch als Exklave der Stadt Weida gehörende Gehölz hat eine Gesamtfläche von 93 Hektar und bildet die Flur 13 der städtischen Gemarkung. Im 20. Jahrhundert begann ein Unternehmer mit dem Betrieb einer Sandgrube am Berg.

## Hans von Wartenberg (Sage)
Im Jahr 1363 geriet der Besitzer der Burg, Hans von Wartenberg, in allerlei Klätschereien mit den Nonnen des Klosters Cronschwitz. Die einen erzählten, daß er ihrer Sittlichkeit nachgestellt habe, die anderen, daß er ihnen nach Raubritterweise das Haus über dem Kopf anzünden wolle. Der Vogt von Weida befand es jedoch für richtig, sich der Nonnen anzunehmen und gab dies dem Herrn von Wartenberg seine Meinung nachdrücklich zu verstehen. Im „Dürren Hain“ von Mildenfurth wurde der Ritter, der den Nonnen schon wieder auflauerte, vom Vogt gefangen genommen.